# Chloropsis palawanensis
El verdín de Palawan (Chloropsis palawanensis) es una especie de ave paseriforme de la familia Chloropseidae endémica del suroeste de Filipinas.

## Localización
Es una especie de ave que se localiza en Palawan y pequeñas islas adyacentes (Filipinas).